# The Web (comics)
The Web (« La Toile ») est un super-héros créé par le dessinateur John Cassone et un scénariste inconnu, apparu en 1942 dans le 27e numéro de Zip Comics (en), un comic book américain publié par MLJ Comics.

## Présentation
The Web, un criminologue du nom de John Raymond dans le civil, est un justicier masqué vêtu d'un costume jaune et vert dont la cape en forme de toile lui permet d'attraper ses opposants. Ses aventures cessent dès le 38e numéro (daté de juillet 1943), après que d'autres dessinateurs comme Irv Novick l'ont animé.
Si « ni les histoires ni les dessins (...) n'étaient particulièrement remarquables », The Web ressurgit néanmoins brièvement en 1966-1967 puis au début des années 1980 au sein des Mighty Crusaders (en) lorsque l'éditeur, dorénavant appelé Archie Comics, tente sans succès de se relancer dans le champ des super-héros.
Lorsqu'en 2009, DC Comics relance les super-héros Archie sous le label Red Circle Comics (en), l'éditeur confie au scénariste J. Michael Straczynski l'écriture d'une mini-série de quatre comic books dont chaque numéro est consacré à l'un de ces super-héros. Le fascicule consacré au Web, dessiné par Roger Robinson et encré par Hilary Barta (en), est publié en août 2009. DC publie ensuite une mini-série homonyme de dix numéros publiée en septembre 2009 et juin 2010 principalement dessinée par Robinson et écrite par Angela Robinson (1-4), Marc Guggenheim (5) et Matthew Sturges (6-10).
En 2012-2013, Archie Comics publie New Crusaders (en), une mini-série de six comic books où le costume du Web est porté par Wyatt Raymond, le fils de John.
Début 2015, Archie annonce le lancement d'un nouveau comic book consacré au personnage dans le cadre de son label Dark Circle Comics (en). Le costume du Web serait alors porté par Jane Raymond, une adolescente métisse. Cette série dessinée par Szymon Kudranski et écrite par Dave White (en) n'est finalement pas publiée.